# یانا اشواندووا
یانا اشواندووا (چکی: Jana Švandová؛ زادهٔ ۳ ژوئیهٔ ۱۹۴۷) بازیگر اهل جمهوری چک است.
از فیلم‌ها یا برنامه‌های تلویزیونی که وی در آن نقش داشته‌است، می‌توان به باغ اشاره کرد.